# Terremotos de Finisterre de 1993
Los terremotos de la Cordillera de Finisterre de 1993 comenzaron el 13 de octubre con un sismo principal de Mw 6,9, seguido de terremotos de Mw 6,5 y 6,7. Estos terremotos se produjeron debajo de la cordillera de Finisterre, al norte del valle de Markham en la provincia de Morobe (Papúa Nueva Guinea). La compleja secuencia sísmica dañó seriamente muchas aldeas en la región rural de Papúa Nueva Guinea Oriental, generando deslizamientos de tierra y matando al menos a 60 personas.

## Entorno tectónico
Papúa Nueva Guinea está situada en una región donde convergen las microplacas del Pacífico, Australia, Carolina y varias. En la península de Huon, la placa de Woodlark se mueve hacia el norte, convergiendo debajo de la placa de Bismarck del sur a lo largo del valle de Markham. El movimiento tectónico forma una zona compleja de subducción y zonas de colisión continental que afectan a la región. Debido a su ubicación en una importante zona límite de placa, Papúa Nueva Guinea es golpeada por terremotos y tsunamis con frecuencia y es una de las regiones del mundo con mayor actividad sísmica.
La Sierra de Finisterre donde se produjeron los terremotos es de origen predominantemente volcánico formada por volcaniclásticos y estratos volcánicos. La cordillera se formó como resultado del empuje que comenzó hace 3,7 millones de años y tiene una elevación de 4.000 m (13.000 pies). Los deslizamientos de lecho rocoso son frecuentes dentro de la cordillera, causados por lluvias y terremotos asociados con fallas de cabalgamiento cercanas.  Los terremotos históricos cerca de las montañas se remontan a 1876 cuando los lugareños describieron haber sentido fuertes temblores en la costa y en las montañas. Los europeos en Papúa Nueva Guinea también detallaron la ausencia de vegetación en la cordillera, encontrando solo roca desnuda. Otro terremoto en 1922 causó daños importantes. 

## Terremoto
El terremoto con un hipocentro debajo de la Cordillera de Finisterre se produjo en las proximidades de la Falla de Ramu Markham. Esta falla discurre por el flanco sur de la Sierra de Finisterre en el Valle de Markham, donde la sierra es el muro colgante. Caracterizada como una falla de cabalgamiento tiene un ángulo de buzamiento hacia el noreste de 40° por debajo de la cordillera. La falla es también una zona de sutura donde el arco insular de Finisterre Terrane; un fragmento de corteza, se une a las placas tectónicas más grandes de la región. La sutura se sumerge a una profundidad de 90 km (56 mi). Se midió una tasa de deslizamiento de 1 cm (0,39 pulgadas) / año utilizando instrumentos electrónicos.
Los sismos principales de 6.9 y 6.7 son los más grandes que ocurren cerca de la falla y se consideran un terremoto doble debido a su magnitud, ubicación y momento cercanos. Las mediciones de GPS en la superficie reflejaron un desplazamiento vertical significativo, lo que indica que la ruptura se propagó hacia la superficie o cerca de ella. Inicialmente se sospechó que la falla de Ramu Markham era la única fuente sismogénica de los terremotos, pero la falla es un tipo de corteza poco profunda cuya geometría no era consistente con la de los terremotos. Más bien, los terremotos se asociaron con fallas de empuje de ángulo poco profundo a una profundidad demasiado profunda para la falla de Ramu Markham. Un escote que se encuentra debajo de la falla de Ramu Markham es consistente con la rupturageometría. Los grandes desplazamientos de la superficie proporcionaron evidencia de que el escote y la falla de Ramu Markham se rompieron al mismo tiempo. También indicó que la ruptura cesó varios cientos de metros debajo de la superficie del suelo.

## Impacto
Los sismos principales, junto con varias réplicas grandes, generaron importantes deslizamientos de tierra en un área de 3000 km 2 (1200 millas cuadradas). Dos pistas de aterrizaje resultaron gravemente dañadas, lo que obligó a cerrarlas. Al menos 58 aldeas se vieron tan gravemente afectadas que se llevó a cabo una evacuación de sus 8.000 habitantes. Muchas casas y escuelas construidas con madera en las montañas sobrevivieron al terremoto con daños leves a moderados debido a su flexibilidad. Los jardines de producción de alimentos fueron destruidos por los efectos del suelo que amenazaron el suministro de alimentos de los residentes. Un total de 1.224 viviendas fueron demolidas por el sismo y 24 escuelas tuvieron que cerrar. Un informe inicial indicó que el terremoto mató a cuatro personas y dejó más de 40 desaparecidos, pero el número de muertos aumentó a más de 60 y luego a 65 cuando los funcionarios realizaron sus operaciones de búsqueda y rescate.
Los deslizamientos de tierra bloquearon muchos ríos que fluyen hacia el sur desde la cordillera, formando lagos sísmicos , muchos de los cuales se rompieron. Un lago roto envió escombros rodando por las montañas y destruyó dos puentes en la carretera Lae-Madang. Se desencadenaron más deslizamientos de tierra cuando docenas de pequeñas réplicas sacudieron el suelo ya inestable dejado por los terremotos principales. Un deslizamiento de tierra comenzó a lo largo de una ladera empinada cerca del río Leron, enterrando a 19 personas. El río Leron fue represado por deslizamientos que rápidamente formaron lagos sísmicos y se rompieron. Algunas de las mayores avalanchas de escombros provocaron ráfagas de vientoque voló y arrancó las hojas de los árboles. En los meses previos al terremoto, numerosos lagos del terremoto se rompieron por la lluvia, pero causaron daños limitados y ninguna víctima. Se identificaron un total de 680 deslizamientos de tierra a través de imágenes de satélite en enero de 1994. Un análisis más reciente en 2008 identificó más de 4700 deslizamientos de tierra en las montañas. Un terremoto el 25 de abril de 1995 abrió una brecha en un lago y destruyó un puente reconstruido después del terremoto de 1993. 
La represa Yonki y la central hidroeléctrica en el río Ramu cesaron sus operaciones, como parte de su procedimiento a prueba de fallas. Las operaciones se reanudaron después de que las inspecciones realizadas por la Comisión de Electricidad de Papúa Nueva Guinea no encontraron daños graves. El sismo se sintió en Lae, Madang y Goroka, donde no se reportaron daños graves. Se produjeron daños leves como láminas de techo de hormigón agrietadas y tanques de agua en Ramu Sugar. 
El gobierno de Papúa Nueva Guinea creó un programa educativo para los habitantes evacuados sobre los riesgos de deslizamientos de tierra. Los habitantes regresaron a sus aldeas reconstruidas o reubicadas un mes después. 